# Deborah Norris Logan

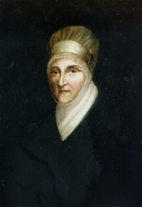
Deborah Norris Logan, Porträt, Charles Willson Peale, 1816

Deborah Norris Logan (* 19. Oktober 1761 in Philadelphia, Province of Pennsylvania, British America; † 2. Februar 1839 ebenda, Pennsylvania, Vereinigte Staaten) war eine britisch-US-amerikanische Historikerin, Memoirenschreiberin und Quäkerin.

## Leben
Deborah (Debby) Norris wurde als Tochter von Charles Norris, einem Quäker-Händler aus Philadelphia, und Mary (Parker) Norris geboren. Sie war ihr zweites Kind und die älteste Tochter der Familie. Als Enkelin von Isaac Norris gehörte sie zu einer der prominentesten und einflussreichsten Familien Philadelphias. Ihr Vater starb, als sie erst fünf Jahre alt war. Obwohl sie die Friends Girls School in Philadelphia besuchte – die erste öffentliche Mädchenschule auf dem amerikanischen Kontinent, die von dem Philanthropen und Pädagogen Anthony Benezet gegründet wurde –, bildete sie sich weitgehend selbst, indem sie nach dem Verlassen der Schule ein intensives Leseprogramm absolvierte. An der Friends Girls School lernte sie die spätere Tagebuchschreiberin Sally Wister kennen und schloss Freundschaft mit ihr. Als sie durch die Zerstreuung ihrer Familien infolge der britischen Besetzung von Philadelphia 1777–78 getrennt wurden, begann Wister, ein Tagebuch in Form von nicht abgeschickten Briefen an „Debby“ Norris zu führen. Wister starb 1804, und um 1830 lieh ihr Bruder die Briefe an Norris aus. Wisters Brieftagebuch wurde später als Sally Wister’s Journal veröffentlicht.
Die Familie Norris lebte in der Nähe der Independence Hall (Sitz des Zweiten Kontinentalkongresses), und Norris erinnerte sich später daran, dass sie in ihrem Garten hinter einem Zaun stand und der ersten Verlesung der Unabhängigkeitserklärung im Juli 1776 zuhörte. Damals war sie gerade 14 Jahre alt und bemerkte, dass die Menge klein war und dass (in der sardonischen Formulierung ihres reifen Ichs): „diejenigen unter ihnen, die in die Akklamation einstimmten, nicht die nüchternsten oder nachdenklichsten waren“.
Am 6. September 1781 heiratete sie den Arzt George Logan (1753–1821), einen Enkel des Sekretärs von William Penn, James Logan. Zwei Jahre später zogen sie in Stenton ein, ein von James Logan erbautes Herrenhaus im Stadtteil Germantown von Philadelphia, das heute der Öffentlichkeit zugänglich ist. Sie hatten drei Söhne: Albanus (1783–1854), Gustavus George (1786–1800) und Algernon Sydney (1791–1835). George gab die Medizin auf und wurde ein angesehener Landwirt und Politiker. In Stenton unterhielt das Paar einen großen Kreis von Politikern, Künstlern, Schriftstellern und Geschäftsleuten. Deborah diente bei diesen Zusammenkünften als Gastgeberin, entwickelte aber auch eine eigene Karriere als Schriftstellerin und Historikerin. Robert Walsh, Herausgeber der National Gazette, bewunderte an Logan „die Stärke des Intellekts, die Fülle des Wissens, die gewohnte Würde des Denkens und der Umgangsformen sowie die natürliche Gerechtigkeit und Raffinesse“.
Im Jahr 1816 malte Charles Willson Peale ein Porträt von ihr, das noch immer in Stenton hängt.

## Werke
Auf dem Dachboden in Stenton fand Deborah eine vernachlässigte Sammlung alter Briefe zwischen William Penn und James Logan. Sie erkannte die potenzielle historische Bedeutung der Briefe und begann 1814 mit der Transkription und Kommentierung der Penn-Logan-Korrespondenz. Um Konflikte mit ihren häuslichen Pflichten zu vermeiden, stand sie im Morgengrauen auf, um an den Briefen zu arbeiten. Das Ergebnis dieser Arbeit umfasste elf Manuskriptbände. Logan zögerte, etwas davon zu veröffentlichen, da sie die Kritik mehr fürchtete als die unmittelbare Anerkennung, die sie sich wünschte. Schließlich gab sie jedoch nach und erlaubte die Veröffentlichung des ersten Bandes, woraufhin sie als Lektorin oder Herausgeberin für andere Publikationen gesucht wurde. Die gesamte Korrespondenz wurde schließlich von der Historical Society of Pennsylvania in zwei Bänden 1870–72 veröffentlicht. Doch schon lange vorher wurden ihre Bemühungen von der Gesellschaft anerkannt, als Deborah 1827 als erste Frau in die Society aufgenommen wurde. Eine Quelle deutet an, dass es eine Art Ehrenmitgliedschaft gewesen sein könnte, um lediglich eine Ausnahme von der generellen Regel erlauben. Noch im Jahr zuvor hatte Logan in einem Brief an ihre Freundin Sarah Walker geschrieben, dass die Gesellschaft sie nicht aufnehmen würde, weil „sie keine Frauen wollen“. Ihre eigenen Memoiren und einige der von ihr transkribierten Briefe wurden 1830 in John F. Watsons Annals of Philadelphia veröffentlicht, die heute als die erste große Geschichte dieser Stadt gelten.
Ab 1815 und bis kurz vor ihrem Tod führte Logan ein Tagebuch, in dem sie alles festhalten wollte, „was ich an Tatsachen oder Anekdoten höre, die es wert sind, bewahrt zu werden“. Das Tagebuch umfasst mehr als 4000 Seiten und enthält Berichte über das häusliche Leben in Stenton und Logans Ansichten über die Öffentlichkeit und das Leben in den neuen Vereinigten Staaten sowie viel wertvolles historisches und genealogisches Material über die Norrises, Logans und andere frühe Familien in Pennsylvania. Ihr Stil ist ziemlich schlicht, ohne große rhetorische Schnörkel und gelegentlich schräg, wenn sie erwähnt, dass sie sich einmal vorstellte, auf einer Insel zu leben, „mit allen Geschöpfen Gottes (Ratten und Schädlinge ausgenommen)“.  Sie ist offensichtlich der Ansicht, dass sie für eine zukünftige Veröffentlichung schreibt, da sie sich gelegentlich auf „meine Leser“ bezieht. Ihr unverheirateter Sohn Algernon, der bei ihr lebte, starb 1835 unerwartet, und viele Tagebucheinträge aus dieser Zeit handeln von ihrer Trauer über seine Krankheit und seinen Verlust.
Nach dem Tod ihres Mannes im Jahr 1821 schrieb Logan einen Bericht über sein Leben unter dem Titel Memoir of Dr. George Logan of Stenton, der auch Auszüge aus Briefen enthält. Es wurde erst 1899 veröffentlicht.
Logan führte eine umfangreiche Korrespondenz, vor allem mit ihren Söhnen Albanus und Algernon, aber auch mit Freunden und Schriftstellerkollegen wie Hannah Griffitts. Ihre Briefe befassen sich zwar größtenteils mit Familiennachrichten, zeigen aber auch, dass sie sich über aktuelle Ereignisse in Nordamerika und Europa auf dem Laufenden hielt.  Sie war eine eifrige Leserin von Reiseberichten und Biografien. Logan veröffentlichte auch eine kleine Anzahl von Gedichten und einige kurze Verse sind in ihrem Tagebuch verstreut.
Logan erkrankte und starb 1839 in Stenton. Die 17 Bände ihres ursprünglichen Tagebuchs werden zusammen mit anderen Unterlagen von der Historical Society of Pennsylvania aufbewahrt.